# Station Bartodzieje
Station Bartodzieje is een spoorwegstation in de Poolse plaats Lisów.